# Talara chionophaea
Talara chionophaea är en fjärilsart som beskrevs av George Francis Hampson 1914. Talara chionophaea ingår i släktet Talara och familjen björnspinnare. Inga underarter finns listade i Catalogue of Life.